# Gare de Terhagen
La gare de Terhagen est une gare ferroviaire belge de la ligne 89, de Denderleeuw à Courtrai. Elle est située à Borsbeke, section de la commune de Herzele, dans la province de Flandre-Orientale en Région flamande.
C’est un point d'arrêt non gardé (PANG) de la Société nationale des chemins de fer belges (SNCB) desservi, uniquement en semaine, par des trains Suburbains (S).

## Situation ferroviaire
Située au point kilométrique (PK) 13,3 de la ligne 89 de Denderleeuw à Courtrai, elle est établie entre les gares de Burst et de Herzele.

## Histoire
Lorsque la ligne de chemin de fer entre Denderleeuw et Courtrai (actuelle ligne 89) fut mise en service en 1868 , aucune gare n'était présente à proximité du hameau de Terhaegen. Les gares les plus proches étaient celles de Burst et de Herzele.
Un point d'arrêt est créé à cet endroit et inauguré le 8 mai 1889.
Terhagen est une halte sans bâtiment située à la frontière entre Reseelgem et Borsbeke, qui font partie de la commune de Herzele. Terhagen n'a jamais eu de bâtiment de gare mais bien qu'il s'agisse d'un simple point d'arrêt, il a néanmoins reçu un code télégraphique (MTH). Le quai 1 est située sur le territoire de l'ancienne commune de Borsbeke, le quai 2 est en grande partie située à Ressegem. Cette position à cheval entre deux villages est probablement la raison pour laquelle l'arrêt n'a pas été nommé d'après l'un des deux villages[réf. souhaitée], mais après un hameau situé à proximité, Terhagen (qui entre-temps a complètement fusionné avec Borsbeke).
La halte a été entièrement rénovée en 2009 et 2010. Cela a été fait dans le cadre du projet RER qui propose une modernisation des lignes de banlieue autour de Bruxelles. Avant 2009, les installations de la halte étaient limitées à leur plus simple expression : les deux quais étaient non pavés et à l’ancienne hauteur standard très basse (compliquant fortement l'embarquement et le débarquement).
Depuis lors, les quais ont été pavés et portés à la nouvelle hauteur standard. Les abris de quai du type ("Malines") étaient déjà présents avant 2009 mais étaient moins nombreux.

## Service des voyageurs

### Accueil
Halte SNCB, c'est un point d'arrêt non géré (PANG) à accès libre. L'achat des tickets s'effectue un automate de vente.
Les quais sont disposés en quinconce de part et d'autre du passage à niveau. Grâce à cette disposition, le passage à niveau reste fermé moins cher si un train s’arrête à la gare. La traversée des voies s'effectue uniquement par le passage à niveau.

### Desserte
Terhagen est desservie par des trains Suburbains (S3, S8) de la SNCB circulant sur la ligne commerciale 89 : Denderleeuw - Courtrai (voir brochure SNCB).
En semaine, la desserte est constituée de trains S3 entre Zottegem et Termonde et de trains S8 entre Zottegem et Louvain-la-Neuve, via Denderleeuw et Bruxelles, le tout premier train S3 et S8 de la journée étant prolongé depuis Audenarde et le dernier S3 ayant sont terminus à Audenarde.
Les week-ends et jours fériés, la desserte est seulement constituée de trains S3 de Zottegem à Schaerbeek.

### Intermodalité
Il existe un parking couvert pour vélos, et quelques places de stationnement à proximité.

## Comptage voyageurs
Ce graphique et tableau montre le nombre de voyageurs embarquant en moyenne durant la semaine, le samedi et le dimanche.
| Nombre de passagers qui embarquent à la gare de Terhagen | Nombre de passagers qui embarquent à la gare de Terhagen | Nombre de passagers qui embarquent à la gare de Terhagen | Nombre de passagers qui embarquent à la gare de Terhagen |
|                                                          | Semaine                                                  | Samedi                                                   | Dimanche                                                 |
| -------------------------------------------------------- | -------------------------------------------------------- | -------------------------------------------------------- | -------------------------------------------------------- |
| 1977                                                     | 285                                                      | 25                                                       | 30                                                       |
| 1978                                                     | 260                                                      | 40                                                       | 15                                                       |
| 1979                                                     | 273                                                      | 23                                                       | 19                                                       |
| 1980                                                     | 270                                                      | 16                                                       | 5                                                        |
| 1981                                                     | 213                                                      | 11                                                       | 5                                                        |
| 1982                                                     | 217                                                      | 23                                                       | 22                                                       |
| 1983                                                     | 265                                                      | 28                                                       | 25                                                       |
| 1984                                                     | 209                                                      | 19                                                       | 23                                                       |
| 1985                                                     | 160                                                      | 26                                                       | 42                                                       |
| 1986                                                     | 126                                                      | 16                                                       | 30                                                       |
| 1987                                                     | 268                                                      | 19                                                       | 23                                                       |
| 1988                                                     | 159                                                      | 17                                                       | 9                                                        |
| 1989                                                     | 170                                                      | 23                                                       | 18                                                       |
| 1990                                                     | 188                                                      | 16                                                       | 12                                                       |
| 1991                                                     | 180                                                      | 22                                                       | 14                                                       |
| 1992                                                     | 179                                                      | 18                                                       | 14                                                       |
| 1993                                                     | 164                                                      | 9                                                        | 13                                                       |
| 1994                                                     | 177                                                      | -                                                        | -                                                        |
| 1995                                                     | 182                                                      | -                                                        | -                                                        |
| 1996                                                     | 200                                                      | -                                                        | -                                                        |
| 1997                                                     | 186                                                      | -                                                        | -                                                        |
| 1998                                                     | 145                                                      | -                                                        | -                                                        |
| 1999                                                     | 160                                                      | -                                                        | -                                                        |
| 2000                                                     | 160                                                      | -                                                        | -                                                        |
| 2001                                                     | 134                                                      | -                                                        | -                                                        |
| 2002                                                     | 114                                                      | -                                                        | -                                                        |
| 2003                                                     | 119                                                      | -                                                        | -                                                        |
| 2004                                                     | 100                                                      | -                                                        | -                                                        |
| 2005                                                     | 102                                                      | -                                                        | -                                                        |
| 2006                                                     | 102                                                      | -                                                        | -                                                        |
| 2007                                                     | 96                                                       | -                                                        | -                                                        |
| 2008                                                     | -                                                        | -                                                        | -                                                        |
| 2009                                                     | 92                                                       | -                                                        | -                                                        |
| 2010                                                     | -                                                        | -                                                        | -                                                        |
| 2011                                                     | -                                                        | -                                                        | -                                                        |
| 2012                                                     | 118                                                      | -                                                        | -                                                        |
| 2013                                                     | 105                                                      | -                                                        | -                                                        |
| 2014                                                     | 129                                                      | -                                                        | -                                                        |
| 2015                                                     | 164                                                      | -                                                        | -                                                        |
| 2016                                                     | 130                                                      | -                                                        | -                                                        |
| 2017                                                     | 132                                                      | -                                                        | -                                                        |
| 2018                                                     | 183                                                      | -                                                        | -                                                        |
| 2019                                                     | 196                                                      | -                                                        | -                                                        |
| 2020                                                     | 114                                                      | -                                                        | -                                                        |
| 2021                                                     | -                                                        | -                                                        | -                                                        |
| 2022                                                     | 290                                                      | 80                                                       | 67                                                       |
| 2023                                                     | 290                                                      | 50                                                       | 45                                                       |
| 2024                                                     | 300                                                      | 121                                                      | 97                                                       |

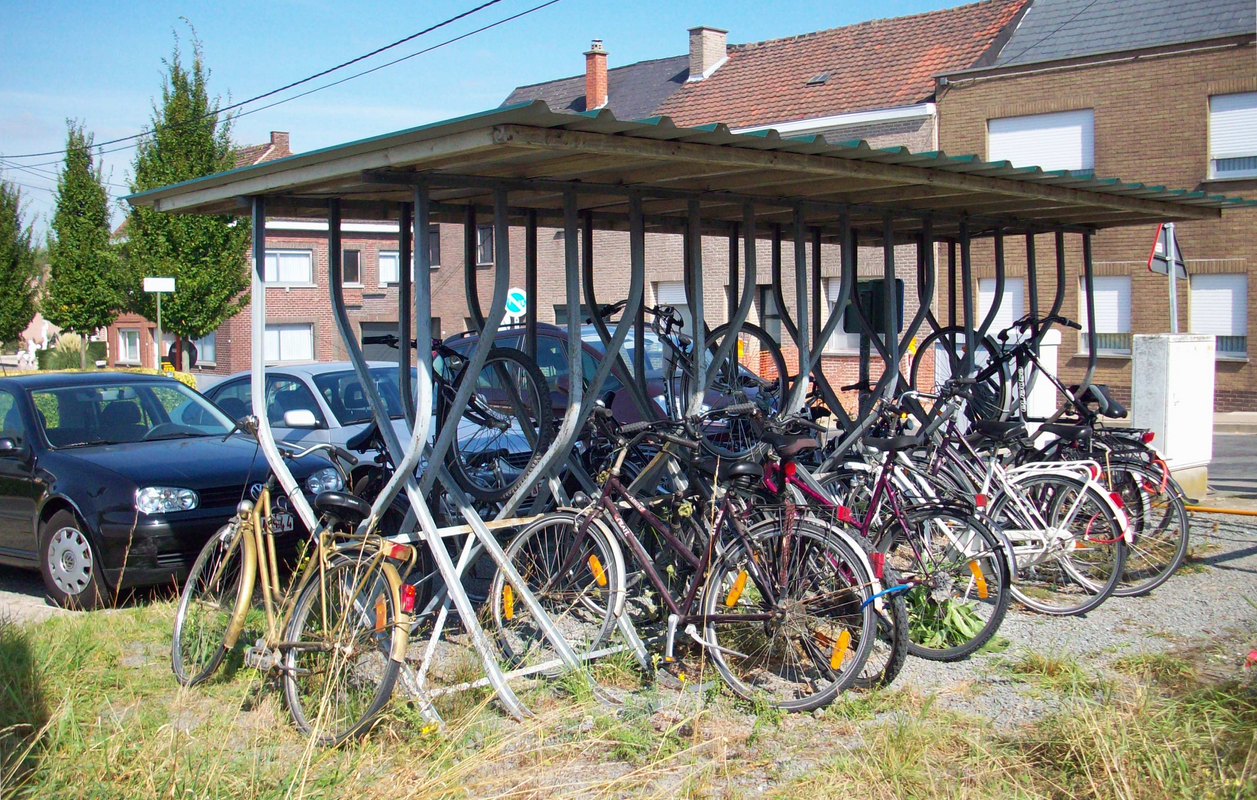
Abri à vélos (2009).
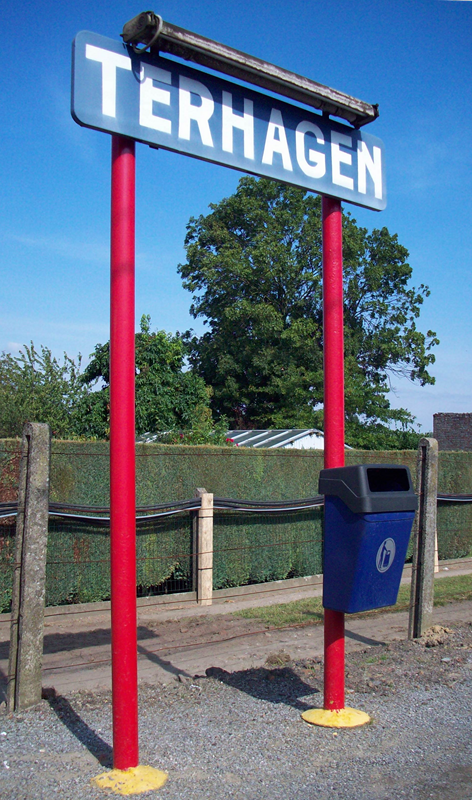